# Cabinet Rhein I
Land de Hesse
Bouffier III Rhein II
Le cabinet Rhein I (en allemand : Kabinett Rhein I) est le gouvernement du Land de Hesse entre le 31 mai 2022 et le 18 janvier 2024, sous la 20e législature du Landtag.
Il est dirigé par le chrétien-démocrate Boris Rhein et repose sur une « coalition noire-verte » entre la  CDU et les Grünen. Il succède au cabinet Bouffier III, à la suite de la démission du ministre-président Volker Bouffier.

## Historique du mandat
Ce gouvernement est dirigé par le nouveau ministre-président chrétien-démocrate Boris Rhein, précédemment président du Landtag et anciennement ministre de l'Intérieur. Il est constitué et soutenu par une « coalition noire-verte » entre l'Union chrétienne-démocrate d'Allemagne (CDU) et l'Alliance 90/Les Verts (Grünen). Ensemble, ils disposent de 69 députés sur 137, soit 50,4 % des sièges du Landtag.
Il est formé à la suite de la démission du ministre-président chrétien-démocrate Volker Bouffier, au pouvoir depuis août 2010.
Il succède donc au cabinet Bouffier III, constitué et soutenu dans des conditions identiques.

### Formation
Le 25 février 2022, Volker Bouffier annonce, à l'occasion d'une réunion de la fédération de la CDU de Hesse qu'il préside, son intention de démissionner de ses fonctions le 31 mai suivant. Le président du Landtag, Boris Rhein, fait figure de favori à sa succession, bien que le ministre de l'Éducation, Ralph Alexander Lorz (de), ait fait part dans le passé de sa disponibilité face à un tel cas de figure.
Effectivement choisi par la CDU pour prendre la succession de Bouffier, Rhein se soumet au vote d'investiture des députés le 31 mai, et l'emporte par 74 voix contre 62, soit cinq voix de plus que le total de la coalition qui le soutient.

## Composition
- Par rapport au cabinet Bouffier III, les nouveaux ministres sont indiqués en gras, ceux ayant changé d'attributions le sont en italique.

| Portefeuille                                                                                                  | Titulaire | Titulaire            | Parti  |
| --- | --------- | -------------------- | ------ |
| Ministre-président                                                                                            |           | Boris Rhein          | CDU    |
| Vice-ministre-président Ministre de l'Économie, de l'Énergie, des Transports et du Logement                   |           | Tarek Al-Wazir       | Grünen |
| Ministre de l'Intérieur et des Sports                                                                         |           | Peter Beuth          | CDU    |
| Ministre des Finances                                                                                         |           | Michael Boddenberg   | CDU    |
| Ministre de la Justice                                                                                        |           | Roman Poseck         | CDU    |
| Ministre des Affaires sociales et de l'Intégration                                                            |           | Kai Klose            | Grünen |
| Ministre de l'Éducation                                                                                       |           | Ralph Alexander Lorz | CDU    |
| Ministre de la Science et de la Culture                                                                       |           | Angela Dorn          | Grünen |
| Ministre de l'Environnement, de la Protection du climat, de l'Agriculture et de la Protection du consommateur |           | Priska Hinz          | Grünen |
| Ministre de la Stratégie et du développement numériques                                                       |           | Kristina Sinemus     | CDU    |
| Ministre des Affaires fédérales et européennes                                                                |           | Lucia Puttrich       | CDU    |
| Ministre sans portefeuille Directeur de la chancellerie régionale                                             |           | Axel Wintermeyer     | CDU    |